# Flynn Creek (krater)
Flynn Creek – krater uderzeniowy w stanie Tennessee w USA. Krater jest rozpoznawalny na powierzchni ziemi.
Krater ma 3,8 km średnicy, powstał około 360 mln lat temu (dewon/karbon). Utworzył go upadek małej planetoidy, która uderzyła w skały osadowe na dnie płytkiego morza. Krater jest silnie zerodowany, ale posiada wciąż wyraźny relief z widocznym wzniesieniem centralnym. Dowodami jego uderzeniowego pochodzenia są znalezione stożki zderzeniowe. Krater znajduje się około 8 km na południe od miasta Gainesboro.